# Livry-Gargan
Livry-Gargan – miejscowość i gmina we Francji, w regionie Île-de-France, w departamencie Sekwana-Saint-Denis.
Według danych na rok 1990, gminę zamieszkiwało 35 387 osób, a gęstość zaludnienia wynosiła 4795 osób/km² (wśród 1287 gmin regionu Île-de-France Livry-Gargan plasuje się na 60. miejscu pod względem liczby ludności, natomiast pod względem powierzchni na miejscu 524.).

## Miasta partnerskie
- Almuñécar, Hiszpania
- Cerveteri, Włochy
- Fürstenfeldbruck, Niemcy
- Haringey, Wielka Brytania

Położenie Livry-Gargan w ramach aglomeracji paryskiej